# パレ・シャンブルグ
パレ・シャンブルグ（Palais Schaumburg）は、ドイツ・ハンブルク出身のドイツ・ニュー・ウェイヴ・バンドである。スタイルはノイエ・ドイチェ・ヴェレに分類され、アヴァンギャルドな音楽とダダイスム的な態度を強く特徴としていた。
1980年にティモ・ブルンク、ホルガー・ヒラー、トーマス・フェルマン、パーカッションのF.M.アインハイトの4人で結成された。グループ名は冷戦時代のドイツ首相官邸であったボンにあるシャウムブルク宮殿に由来する。
後にアインシュテュルツェンデ・ノイバウテンに参加することとなるアインハイトがグループを脱退。デヴィッド・カニンガムのプロデュースにより1981年にリリースされたパレ・シャンブルグのファースト・アルバム『パレ・シャンブルク』の発表を前に、ラルフ・ヘルトヴィヒに交代した。このアルバムがリリースされた直後には、ヒラーがバンドを脱退してソロ活動を開始。ヒラーの代わりに、モーリッツ・フォン・オズワルドとボーカリストのヴァルテル・ティールシュが参加した。
1980年代前半にはシングルやアルバムを発表し、特にアルバム『Lupa』や『Parlez-Vous Schaumburg?』では、彼らのアヴァンギャルドなサウンドが、さらにファンクの影響を強く受けるようになっていった。
結局、1984年に解散。その後、メンバー全員がソロ活動を行っている。
2011年になってオリジナル・メンバー（ドラム、パーカッションはラルフ・ヘルトヴィヒ）で再結成。2012年7月には来日公演が実現している。
2013年11月21日、スイスのベルンで開催された「サン・ゲットー・フェスティバル (Saint Ghetto Festival)」にパレ・シャンブルグが出演した。

## ディスコグラフィ

### スタジオ・アルバム
- 『パレ・シャンブルク』 - Palais Schaumburg (1981年)
- Lupa (1982年)
- Parlez-Vous Schaumburg? (1984年)[7]

### コンピレーション・アルバム
- Das Single Kabinett (1981年)

### シングル
- "Rote Lichter" (1981年)
- "Telefon" (1981年)
- "Wir bauen eine neue Stadt" (1981年)
- "Hockey" (1983年)[2]